# Janusz Grabiański
Janusz Grabiański (1929-1976) est un illustrateur polonais de livres pour enfants.
Il a illustré au cours d'une carrière internationale, de nombreux livres pour enfants dans les années 1960 et 1970 : contes de Perrault, contes d'Andersen, contes de Grimm, les Mille et Une Nuits, les plus beaux contes d'animaux, des albums sur les chiens, les chats, les oiseaux... Il a également fait des illustrations publicitaires, notamment pour l'aviation nationale polonaise, et des cartes postales. Ses dessins à l'aquarelle et ses esquisses à la sanguine sont colorés, fluides et légers, joyeux.

## Ouvrages
Éditions françaises d'œuvres illustrées par Janusz Grabianski.
- Contes de Grimm, (édition originale Carl Ueberreuter druck und verlag, Vienne). Édition française Flammarion, 1962
- Hans Christian Andersen, Contes, Flammarion, 1963
- Les plus beaux contes d'animaux, Flammarion, 1963
- Les mille et une nuits, Flammarion, 1964
- Histoires d'animaux sauvages, Flammarion, 1964.
- Le grand livre des enfants et des bêtes, Flammarion, 1964
- Les plus belles fables d'animaux, Flammarion, 1965
- Charles Perrault, 11 contes, Flammarion, 1967
- Charles Lamb, Contes tirés de Shakespeare, Flammarion, 1969
- Mark Twain, Les aventures de Tom Sawyer, Flammarion, 1976

Autre
- Maria Konopnicka, O krasnoludkach i o sierotce Marysi, 1975

## Prix et distinctions
- 1976 : (international) « Honor List »[1], de l' IBBY, catégorie Illustration, pour O krasnoludkach i o sierotce Marysi ( texte de Maria Konopnicka)